# The Hustle (canción)
«The Hustle» es una canción interpretada por Van McCoy & the Soul City Symphony. Fue publicada en abril de 1975 a través de Avco Records como el único sencillo del segundo álbum de estudio de la banda, Disco Baby.
«The Hustle» alcanzó la posición #1 el 26 de julio de 1975 en el Billboard Hot 100 de los Estados Unidos. La canción también alcanzó la posición #1 en Canadá y España. El sencillo fue oficialmente certificado disco de oro por la Recording Industry Association of America (RIAA) el 26 de junio de 1975.

## Antecedentes
Mientras estaba en la ciudad de Nueva York para hacer un álbum, McCoy compuso la canción después de que su compañero musical, Charles Kipps, observara a los clientes hacer un baile conocido como “the hustle” en el club nocturno Adam's Apple. Las sesiones se realizaron en el estudio Mediasound de Nueva York con el pianista McCoy, el bajista Gordon Edwards, el baterista Steve Gadd, el teclista Richard Tee, los guitarristas Eric Gale y John Tropea, y el director de orquesta Gene Orloff. El productor Hugo Peretti contrató al intérprete de instrumentos de viento Phil Bodner para que tocara la melodía principal del flautín.
Según los productores Hugo y Luigi, dueños del sello discográfico Avco que lanzó originalmente «The Hustle», McCoy se reunió con ellos poco antes de su muerte en 1979 para discutir ideas para una nueva versión más larga de la canción, con el fin de apaciguar a Avco en el Reino Unido y afiliados alemanes que pedían a gritos el lanzamiento de un sencillo de música disco de 12". La nueva versión, con una duración de poco menos de seis minutos y medio, se armó póstumamente como un remix, usando partes de la grabación original más partes nuevas, incluida la batería, Syndrum y un “pequeño” sintetizador Moog. Fue acreditado solo a Van McCoy o con una orquesta sin nombre, mezclado por “The Mix Masters”, identidad desconocida.

## Galardones
| Año  | Premio         | Categoría                             | Resultado | Ref.  |
| ---- | -------------- | ------------------------------------- | --------- | ----- |
| 1975 | Premios Grammy | Mejor composición instrumental        | Nominado  | [ 7 ] |
| 1975 | Premios Grammy | Mejor interpretación instrumental pop | Ganador   | [ 7 ] |

## Posicionamiento

### Gráfica semanal
| Gráfica (1975)                                   | Pico de posición |
| ------------------------------------------------ | ---------------- |
| Alemania (Official German Charts)                | 3                |
| Australia (Kent Music Report)                    | 9                |
| Austria (Ö3 Austria Top 40)                      | 13               |
| Bélgica (Flandes) (Ultratop 50 Singles)          | 3                |
| Bélgica (Valonia) (Ultratop 50 Singles)          | 6                |
| Canadá (RPM Top Singles)                         | 1                |
| Canadá (RPM Adult Contemporary)                  | 1                |
| España (Los 40)                                  | 1                |
| Estados Unidos (Billboard Adult Contemporary)    | 2                |
| Estados Unidos (Billboard Hot 100)               | 1                |
| Estados Unidos (Billboard Hot R&B/Hip-Hop Songs) | 1                |
| Estados Unidos (Cashbox Top 100)                 | 1                |
| Francia (IFOP)                                   | 32               |
| Irlanda (Irish Singles Chart)                    | 5                |
| Nueva Zelanda (Recorded Music NZ)                | 5                |
| Países Bajos (Nederlandse Top 40)                | 4                |
| Países Bajos (Single Top 100)                    | 4                |
| Reino Unido (UK Singles Chart)                   | 3                |
| Sudáfrica (Springbok Radio)                      | 5                |

### Gráfica de fin de año
| Gráfica (1975)                          | Pico de posición |
| --------------------------------------- | ---------------- |
| Alemania (Official German Charts)       | 19               |
| Australia (Kent Music Report)           | 78               |
| Bélgica (Flandes) (Ultratop 50 Singles) | 53               |
| Canadá (RPM Top Singles)                | 9                |
| Estados Unidos (Billboard Hot 100)      | 21               |
| Estados Unidos (Cashbox Top 100)        | 18               |
| Nueva Zelanda (Recorded Music NZ)       | 19               |
| Países Bajos (Nederlandse Top 40)       | 40               |
| Países Bajos (Single Top 100)           | 30               |
| Reino Unido (UK Singles Chart)          | 16               |

## Certificaciones y ventas
| País                  | Certificación | Ventas    |
| --------------------- | ------------- | --------- |
| Canadá (Music Canada) | Oro           | 75,000    |
| Estados Unidos (RIAA) | Oro           | 1,000,000 |
| Japón (RIAJ)          | —             | 500,000   |
| Reino Unido (BPI)     | Plata         | 250,000   |